# هيرونيموس فولف
هيرونيموس فولف (بالألمانية: Hieronymus Wolf)‏ (13 أغسطس 1516 - 8 أكتوبر 1580) كان إنسانيًا ومؤرخًا ألمانيًا من القرن السادس عشر، واشتهر بتقديمه نظام التأريخ البيزنطي والذي أصبح لاحقًا المعيار في الأعمال حول التاريخ الإغريقي القروسطي.